# Nathan Kerr
Nathan Kerr (Belfast, 20 gennaio 1998) è un calciatore nordirlandese, difensore dell'Annagh Utd.

## Caratteristiche tecniche
É un terzino destro.

## Carriera

### Club
Dal 2014 al 2016 ha giocato nelle giovanili dello Stevenage, con cui nella stagione 2016-2017 ha esordito in prima squadra, giocando 3 partite nella quarta divisione inglese; trascorre poi la parte finale della stagione 2016-2017 in prestito al St Albans City, club militante in National League South (sesta divisione inglese). Si trasferisce quindi in Irlanda del Nord, dove dal 2017 al 2019 gioca in totale 63 partite in prima divisione con la maglia del Glentoran; trascorre poi l'intera stagione 2019-2020 da svincolato, mentre dal 2020 al 2022 gioca in tutto ulteriori 38 partite nella prima divisione irlandese, questa volta con la maglia del Portadown. All'inizio della stagione 2022-2023 si trasferisce all'Annagh Utd, club della seconda divisione nordirlandese.

### Nazionale
Ha giocato numerose partite con le nazionali giovanili irlandesi Under-16, Under-17, Under-19 ed Under-21.